# Liste der Resolutionen des UN-Sicherheitsrates (2004)
Diese Liste der Resolutionen des UN-Sicherheitsrates nennt die 59 vom Sicherheitsrat der Vereinten Nationen im Jahr 2004 verabschiedeten Resolutionen.
| Nummer | Beschluss vom | Gegenstand | Mission |
| ------ | ------------- | --- | ------- |
| 1522   | 15. Januar    | Situation in der Demokratischen Republik Kongo.                                                                                         |         |
| 1523   | 30. Januar    | Situation in der Westsahara. Verlängerung des Mandats der Friedenstruppen der Vereinten Nationen (MINURSO).                             |         |
| 1524   | 30. Januar    | Situation in Georgien. Unter anderem Verlängerung des Mandats von UNOMIG.                                                               |         |
| 1525   | 30. Januar    | Situation im Nahen Osten. Unter anderem Verlängerung des Mandats von UNIFIL.                                                            |         |
| 1526   | 30. Januar    | Bedrohung des Friedens und der Sicherheit durch den internationalen Terrorismus.                                                        |         |
| 1527   | 4. Februar    | Situation in der Elfenbeinküste. Unter anderem Verlängerung des Mandats der MINUCI.                                                     |         |
| 1528   | 27. Februar   | Situation in der Elfenbeinküste. Unter anderem Verlängerung des Mandats der MINUCI bis zur Übernahme der Verantwortung durch die UNOCI. |         |
| 1529   | 29. Februar   | Situation in Haiti. |         |
| 1530   | 11. März      | Bedrohung des Friedens und der Sicherheit durch den internationalen Terrorismus                                                         |         |
| 1531   | 12. März      | Situation zwischen Äthiopien und Eritrea                                                                                                |         |
| 1532   | 12. März      | Situation in Liberia. |         |
| 1533   | 12. März      | Situation in der Demokratischen Republik Kongo.                                                                                         |         |
| 1534   | 26. März      | Internationaler Gerichtshof für das frühere Jugoslawien und Ruanda                                                                      |         |
| 1535   | 26. März      | Bedrohung des Friedens und der Sicherheit durch den internationalen Terrorismus                                                         |         |
| 1536   | 26. März      | Situation in Afghanistan. Verlängerung der UNAMA um zwölf Monate.                                                                       |         |
| 1537   | 30. März      | Situation in Sierra Leone |         |
| 1538   | 21. April     | Situation zwischen Irak und Kuwait |         |
| 1539   | 22. April     | Kinder und bewaffnete Konflikte |         |
| 1540   | 28. April     | Nichtverbreitung von Massenvernichtungswaffen                                                                                           |         |
| 1541   | 29. April     | Situation in der Westsahara |         |
| 1542   | 30. April     | Situation in Haiti. Übernahme der Verantwortung von der Multinational Interim Force (MIF) durch die MINUSTAH.                           |         |
| 1543   | 14. Mai       | Situation in Osttimor |         |
| 1544   | 19. Mai       | Situation im Nahen Osten, einschließlich der Palästinafrage                                                                             |         |
| 1545   | 21. Mai       | Situation in Burundi |         |
| 1546   | 8. Juni       | Situation zwischen dem Irak und Kuwait                                                                                                  |         |
| 1547   | 11. Juni      | Report des Sekretär-General für den Sudan                                                                                               |         |
| 1548   | 11. Juni      | Situation auf Zypern |         |
| 1549   | 17. Juni      | Situation in Liberia |         |
| 1550   | 29. Juni      | Situation im Nahen Osten |         |
| 1551   | 9. Juli       | Situation in Bosnien und Herzegowina |         |
| 1552   | 27. Juli      | Situation in der Demokratischen Republik Kongo                                                                                          |         |
| 1553   | 29. Juli      | Situation im Nahen Osten |         |
| 1554   | 29. Juli      | Situation in Georgien |         |
| 1555   | 29. Juli      | Situation in der Demokratischen Republik Kongo                                                                                          |         |
| 1556   | 30. Juli      | Report des Sekretär-General für den Sudan                                                                                               |         |
| 1557   | 12. August    | Situation zwischen Irak und Kuwait |         |
| 1558   | 17. August    | Situation in Somalia |         |
| 1559   | 2. September  | Situation im Nahen Osten |         |
| 1560   | 14. September | Situation zwischen Äthiopien und Eritrea                                                                                                |         |
| 1561   | 17. September | Situation in Liberia |         |
| 1562   | 14. September | Situation in Sierra Leone |         |
| 1563   | 17. September | Situation in Afghanistan |         |
| 1564   | 18. September | Report des Sekretär-General für den Sudan                                                                                               |         |
| 1565   | 1. Oktober    | Situation in der Demokratischen Republik Kongo und Befassung mit der Mission MONUC.                                                     |         |
| 1566   | 8. Oktober    | Bedrohung des Friedens und der Sicherheit durch den internationalen Terrorismus                                                         |         |
| 1567   | 14. Oktober   | Internationaler Gerichtshof für das frühere Jugoslawien                                                                                 |         |
| 1568   | 22. Oktober   | Situation auf Zypern |         |
| 1569   | 26. Oktober   | Sicherheitstreffen in Nairobi |         |
| 1570   | 28. Oktober   | Situation in der Westsahara |         |
| 1571   | 4. November   | Festlegung des Wahldatum für ein Mandat am Internationalen Strafgerichtshof                                                             |         |
| 1572   | 15. November  | Situation in der Elfenbeinküste |         |
| 1573   | 16. November  | Situation in Ost-Timor |         |
| 1574   | 19. November  | Situation im Sudan |         |
| 1575   | 22. November  | Situation in Bosnien und Herzegowina. Mandatierung der EUFOR-Mission Operation Althea nach Beendigung von SFOR.                         |         |
| 1576   | 29. November  | Situation in Haiti |         |
| 1577   | 1. Dezember   | Situation in Burundi |         |
| 1578   | 15. Dezember  | Situation im Nahen Osten |         |
| 1579   | 21. Dezember  | Situation in Liberia |         |
| 1580   | 22. Dezember  | Situation in Guinea-Bissau. Unter anderem Verlängerung der Mission UNOGBIS.                                                             |         |